# James Darren

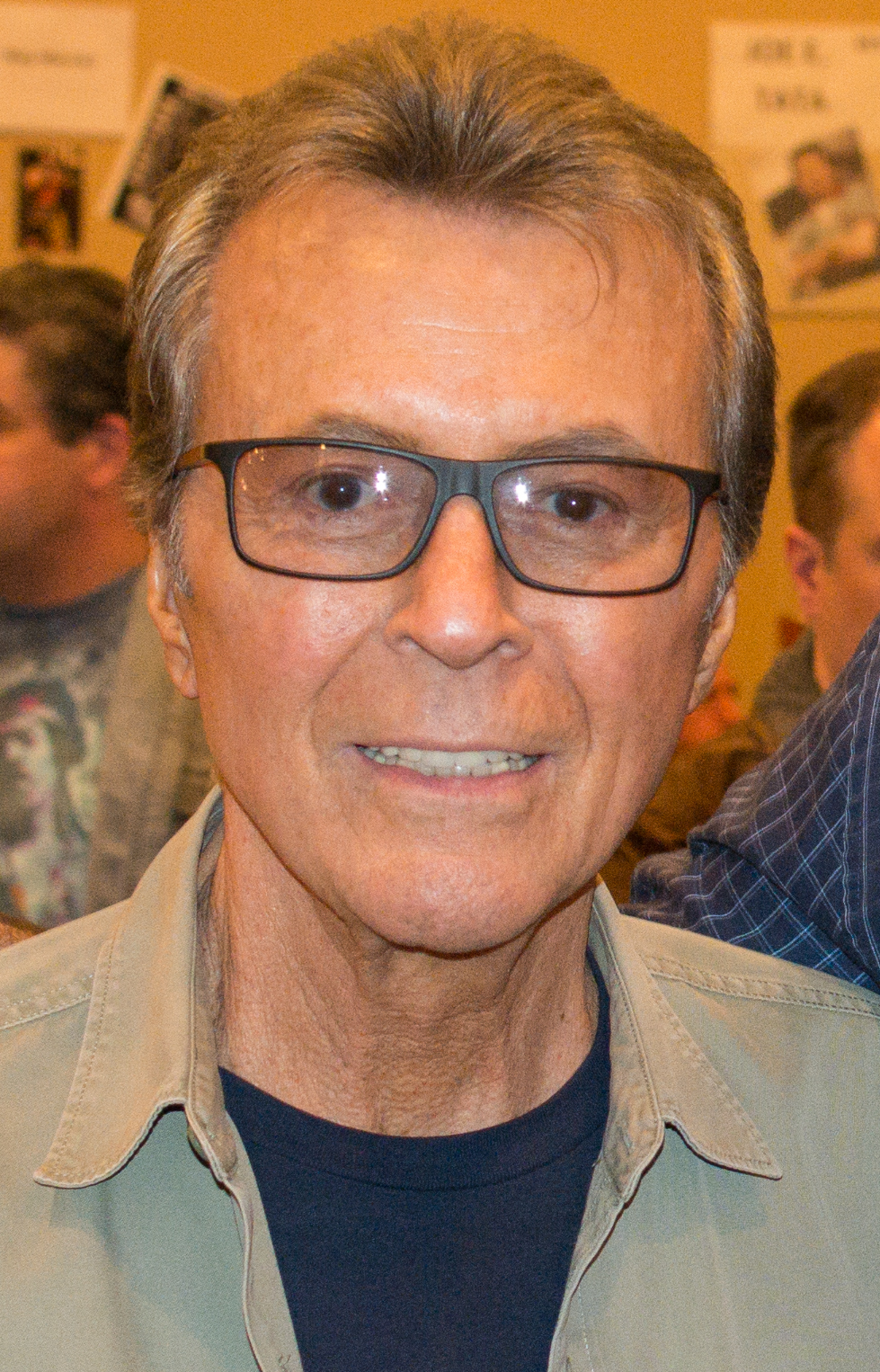
James Darren (2015)

James Darren (* 8. Juni 1936 als James William Ercolani in Philadelphia, Pennsylvania; † 2. September 2024 in Los Angeles, Kalifornien) war ein US-amerikanischer Schauspieler, Sänger und Regisseur von Fernsehserien. Sein schauspielerisches Schaffen für Film und Fernsehen umfasst mehr als 50 Produktionen.

## Leben
Nach der Highschool besuchte Darren die Schauspielschule von Stella Adler in New York City. Entdeckt wurde er von Joyce Selznick, der Nichte des Filmproduzenten David O. Selznick, die ihm im Jahr 1956 einen ersten Filmvertrag bei Columbia Pictures vermittelte.
Ab 1956 folgten erste Nebenrollen in Kinofilmen verschiedener Genres, darunter Komödien (Selten so gelacht), Thriller (Hyänen der Straße) und Western (Duell im Morgengrauen). Seinen ersten größeren Erfolg hatte er 1959 mit der Teenagerkomödie April entdeckt die Männer (Originaltitel Gidget), für die er auch das Titellied einsang. Die Popularität des Filmes mündete in den Fortsetzungen April entdeckt Hawaii (1961) und April entdeckt Rom (1963), in denen Darren abermals die Rolle des charmanten Surfers Moondoggie spielte. Darren wurde damit zeitweise ein beliebter Star bei Teenagern.
Den Respekt einiger Kritiker erreichte er 1960 durch den Thriller Und der Herr sei uns gnädig, in dem er den Sohn eines Hingerichteten spielte, der der Kriminalität seines Umfeldes zu entgehen sucht. Im darauffolgenden Jahr hatte er eine größere Nebenrolle im starbesetzten Kriegsfilm Die Kanonen von Navarone.
Nachdem er 1959 das Titellied zu April entdeckt die Männer eingesungen hatte, startete Darren zusätzlich eine Musikkarriere und veröffentlichte weitere Lieder, von denen einige in den Charts landeten. Sein erfolgreichster Titel war Goodbye Cruel World, der 1961 Platz 3 der Billboard Hot 100 erreichte. Mit Her Royal Majesty hatte er im darauffolgenden Jahr einen zweiten Top-Ten-Hit. Seine Musik ähnelte im Stil der seines Freundes Frank Sinatra. Bis ins 21. Jahrhundert blieb Darren mit Liveshows und Alben als Sänger aktiv.
Ab 1966 erhielt Darren seine erste Fernsehhauptrolle in der Serie Time Tunnel, in der er den impulsiven Wissenschaftler und Abenteuerer Tony Newman verkörperte. Auch trat er in dieser Zeit in Die Seaview – In geheimer Mission als Gaststar in der Folge Der Android auf. Nach der Einstellung von Time Tunnel versandete Darrens Schauspielkarriere zusehends. 1969 hatte er neben Klaus Kinski eine Hauptrolle in der italienisch-deutschen Produktion Venus im Pelz von Jess Franco. In den 1970er-Jahren war er überwiegend mit Fernsehgastrollen und Gesangsauftritten in Nachtclubs unterwegs.
1982 hatte er an der Seite von William Shatner ein kleines Comeback in der Fernsehserie T. J. Hooker, in dieser spielte er in insgesamt 66 Folgen den Polizisten James Corrigan. Danach arbeitete Darren vorrangig hinter der Kamera und führte etwa bei einigen Folgen von Beverly Hills, 90210, Hunter und Palm Beach-Duo Regie. Zwischen 1998 und 1999 war er in der Rolle des holographischen Sängers Vic Fontaine in mehreren Folgen der Science-Fiction-Serie Star Trek: Deep Space Nine zu sehen. Nach längerer Inaktivität als Filmschauspieler trat Darren 2017 in einer Nebenrolle in der Tragikomödie Lucky an der Seite von Harry Dean Stanton auf. Dies war seine letzte Filmrolle.
James Darren war in zweiter Ehe ab 1960 mit Evy Norlund verheiratet und hatte drei Söhne. Er starb im September 2024 im Alter von 88 Jahren nach Herzproblemen.

## Filmografie (Auswahl)

### Als Schauspieler
- 1956: Der Dschungel von Manhattan (Rumble on the Docks)
- 1957: Hyänen der Straße (The Brothers Rico)
- 1957: Selten so gelacht (Operation Mad Ball)
- 1957: The Tijuana Story
- 1958: Duell im Morgengrauen (Gunman’s Walk)
- 1959: April entdeckt die Männer (Gidget)
- 1960: Die Saat bricht auf (Let No Man Write My Epitaph)
- 1959: Jazz-Ekstase (The Gene Krupa Story)
- 1960: Und der Herr sei uns gnädig (All the Young Men)
- 1961: April entdeckt Hawaii (Gidget Goes Hawaiian)
- 1961: Die Kanonen von Navarone (The Guns of Navarone)
- 1962: Der König von Hawaii (Diamond Head)
- 1963: April entdeckt Rom (April Goes to Rome)
- 1964: Ein tollkühner Draufgänger (The Lively Set)
- 1966: Die Seaview – In geheimer Mission (Voyage to the Bottom of the Sea, Fernsehserie, 1 Folge)
- 1966–1967: Time Tunnel (The Time Tunnel, Fernsehserie, 30 Folgen)
- 1969: Venus im Pelz (Paroxismus)
- 1971: Um 9 Uhr geht die Erde unter (City Beneath the Sea) (Fernsehfilm)
- 1977: Drei Engel für Charlie (Charlie's Angels, Fernsehserie, 1 Folge)
- 1978/1979: Hawaii Fünf-Null (Hawaii Five-O, Fernsehserie, 2 Folgen)
- 1979–1982: Fantasy Island (Fernsehserie, 3 Folgen)
- 1982–1986: T. J. Hooker (Fernsehserie, 66 Folgen)
- 1992: Renegade – Gnadenlose Jagd (Renegade, Fernsehserie, 1 Folge)
- 1997: Diagnose: Mord (Diagnosis Murder, Fernsehserie, 1 Folge)
- 1998–1999: Star Trek: Deep Space Nine (Fernsehserie, 8 Folgen)
- 1999: Melrose Place (Fernsehserie, 5 Folgen)
- 2017: Lucky

### Als Regisseur
- 1986: T. J. Hooker (Fernsehserie, 1 Folge)
- 1986: Das A-Team (The A-Team, Fernsehserie, Folge Family Reunion)
- 1987–1988: Der Werwolf kehrt zurück (Werewolf, Fernsehserie, 8 Folgen)
- 1987–1991: Hunter (Fernsehserie, 7 Folgen)
- 1988: Ein Bulle aus Granit (Police Story: Gladiator School; Fernsehfilm)
- 1992–1993: Raven (Fernsehserie, 4 Folgen)
- 1993: Walker, Texas Ranger (Fernsehserie, 1 Folge)
- 1994–1995: Palm Beach-Duo (Silk Stalkings, Fernsehserie, 3 Folgen)
- 1996: Beverly Hills, 90210 (Fernsehserie, 2 Folgen)
- 1996/1997: Melrose Place (Fernsehserie, 2 Folgen)
- 1996–1997: Savannah (Fernsehserie, 4 Folgen)

## Diskografie (Auszug)

### Alben
- 1960 Album No. 1
- 1961 Sings the Movies (Gidget Goes Hawaiian)
- 1962 Love Among the Young
- 1962 Sings for All Sizes
- 1963 Bye Bye Birdie (mit The Marcels, Paul Petersen und Shelley Fabares)
- 1963 Teenage Triangle (mit Paul Petersen und Shelley Fabares)
- 1964 More Teenage Triangle (mit Paul Petersen and Shelley Fabares)
- 1967 All
- 1971 Mammy Blue
- 1972 Love Songs from the Movies
- 1994 The Best of James Darren
- 1999 This One's from the Heart
- 2001 Because of You
- 2019 Live! For The First Time

### Singles
| Jahr | Titel Album                             | Höchstplatzierung, Gesamtwochen, AuszeichnungChartplatzierungen (Jahr, Titel, Album, Platzierungen, Wochen, Auszeichnungen, Anmerkungen) | Höchstplatzierung, Gesamtwochen, AuszeichnungChartplatzierungen (Jahr, Titel, Album, Platzierungen, Wochen, Auszeichnungen, Anmerkungen) | Anmerkungen                          |
| Jahr | Titel Album                             | UK | US | Anmerkungen                          |
| ---- | --------------------------------------- | --- | --- | ------------------------------------ |
| 1959 | Gidget –                                | — | US41 (12 Wo.)US | Erstveröffentlichung: April 1959     |
| 1959 | Angel Face –                            | — | US47 (8 Wo.)US | Erstveröffentlichung: August 1959    |
| 1960 | Because They’re Young –                 | UK29 (7 Wo.)UK | — | Erstveröffentlichung: Mai 1960       |
| 1961 | Goodbye Cruel World Sings For All Sizes | UK28 (9 Wo.)UK | US3 (17 Wo.)US | Erstveröffentlichung: September 1961 |
| 1962 | Her Royal Majesty Teenage Triangle      | UK36 (3 Wo.)UK | US6 (11 Wo.)US | Erstveröffentlichung: Januar 1962    |
| 1962 | Conscience Teenage Triangle             | UK30 (8 Wo.)UK | US11 (10 Wo.)US | Erstveröffentlichung: Mai 1962       |
| 1962 | Mary’s Little Lamb –                    | — | US39 (8 Wo.)US | Erstveröffentlichung: August 1962    |
| 1962 | Hail to the Conquering Hero –           | — | US97 (1 Wo.)US | Erstveröffentlichung: November 1962  |
| 1963 | Pin a Medal on Joey –                   | — | US54 (6 Wo.)US | Erstveröffentlichung: Januar 1963    |
| 1966 | All                                     | — | US35 (8 Wo.)US | Erstveröffentlichung: November 1966  |
| 1977 | You Take My Heart Away –                | — | US52 (9 Wo.)US | Erstveröffentlichung: März 1977      |

Weitere Singles
- 1999: This One’s from the Heart
- 2001: Because of You